# 卢嘉勒
卢嘉勒（英語：Chiara Lubich，1920年1月22日—2008年3月14日）是一位意大利罗马天主教活动家和普世博爱运动創辦人。

## 生平
1920年1月22日，卢嘉勒在法西斯统治下的意大利特伦托出生，其父亲信仰社会主义，因而失业。
1943年12月7日，23岁的卢嘉勒在家乡特伦托的方济会小堂，正式受洗为天主教教徒。后来，她考上威尼斯大学哲学系，并且建立“普世博爱运动”，因第二次世界大战，她被迫放弃学业。
1964年，卢嘉勒拜见天主教教宗保禄六世，得到教宗的嘉奖。
1981年，卢嘉勒在日本访问期间，到佛教寺院分享传教经验。
1997年，卢嘉勒在美国纽约哈林区马金清真寺和美国黑人伊斯兰教教徒分享传教经验。
1998年，教宗若望保禄二世召集各派天主教团体开会，卢嘉勒出席并且发表讲话。
2001年，卢嘉勒到印度访问，并且和印度教教徒分享传教经验。
2008年1月22日，卢嘉勒在罗马省罗卡迪帕帕去世；3月18日，卢嘉勒的弥撒在罗马圣保禄大殿举行。

## 荣誉
- 大绶景星勋章（中华民国，2000年11月9日批准[5]）

## 作品
- . 2007-02-16. ISBN 1-905039-01-8.

## 奖项
- 邓普顿奖（1977）
- 欧洲人权奖（1998）